# 宮崎正弘 (映像作家)
宮崎 正弘（みやざき まさひろ、1955年〈昭和30年〉4月13日 - ）は、日本の映像作家、映画監督、日本大学芸術学部教授。

## 来歴
東京都出身。日本大学芸術学部映画学科を卒業後、フリーの企画・脚本・演出家、スーパーバイザーとして映画、ビデオ、イベント、博覧会、マルチメディア等の映像作品関係の制作に従事。
- 1995年4月 - 日本大学芸術学部非常勤講師
- 1998年4月 - 日本大学芸術学部助教授
- 2004年4月 - 日本大学芸術学部教授
- 2016年7月 - 東京都知事選挙に立候補を届け出たが[2]、4010票の得票で落選した[3]。

## 研究業績
- 鈴木自動車 85'モーターショウ 16面マルチ映像、コンセプトカーイメージ映像
- 日産自動車 安全広報映像「豊かさと楽しさを支える安全思想」（経団連 映像コンクール入賞）
- 電源開発株式会社創立40周年記念映画企画・脚本
- 94'世界リゾート博覧会 和歌山市パビリオン
- 3D映像「THYMOS」企画・脚本 (https://www.youtube.com/watch?v=2Iox-7o71uk)
- CD-ROM 徳永英明「Tony's Village」企画・脚本・演出